# シャーガーカップ
シャーガーカップ（Shergar Cup）は、イギリスのアスコット競馬場で例年8月第2週の土曜日に開催される競馬の騎手招待競走である。名称は1981年のダービーステークス優勝馬・シャーガーに因む。

## 概要
1999年にゴルフのライダーカップに範を取って創設されたチーム対抗戦。6競走での得点の合計により優勝チームを決定するほか、最も得点を獲得した騎手にシルバーサドル賞（Silver Saddle award）が贈られる。1999年のみグッドウッド競馬場、2000年からはアスコット競馬場で行われている。なお2005年はアスコット競馬場の改修工事のため、また2020年は新型コロナウイルス感染症の影響のためいずれも開催されなかった。

## チーム編成
創設から2006年までは2チーム制、2007年以降は4チーム制で行われる。
- 1999年  - ヨーロッパ選抜（Europe）、中東選抜（Middle East）
- 2000年から2006年まで - イギリス・アイルランド選抜（Great Britain and Ireland）、世界選抜（Rest of the World）
- 2007年から2011年まで - イギリス選抜（Great Britain）、アイルランド選抜（Ireland）、ヨーロッパ選抜、世界選抜
- 2012年から2019年まで、および2022年から2024年まで - イギリス・アイルランド選抜、ヨーロッパ選抜、女性騎手選抜（Girls'）、世界選抜
- 2021年 - イギリス選抜、アイルランド選抜、女性騎手選抜、世界選抜
- 2025年から - イギリス・アイルランド選抜、ヨーロッパ選抜、アジア選抜（Asia）、世界選抜

## 競走
施行順および競走条件は2024年時点。各競走とも芝コース、ハンデキャップ競走、10頭立て。全騎手が下記のうち5競走に騎乗する。また各チーム1競走につき、2または3騎手が騎乗する。
- シャーガーカップ・ダッシュ（Shergar Cup Dash、3歳以上、5ハロン）
- シャーガーカップ・ステイヤーズ（Shergar Cup Stayers、4歳以上、2マイル）
- シャーガーカップ・チャレンジ（Shergar Cup Challenge、4歳以上、1マイル4ハロン）
- シャーガーカップ・マイル（Shergar Cup Mile、4歳以上、1マイル）
- シャーガーカップ・クラシック（Shergar Cup Classic、3歳、1マイル4ハロン）
- シャーガーカップ・スプリント（Shergar Cup Sprint、3歳、6ハロン）

## 得点
| 1着  | 2着  | 3着 | 4着 | 5着 | 6着以下 |
| ---- | ---- | --- | --- | --- | ------- |
| 15点 | 10点 | 7点 | 5点 | 3点 | 0点     |

なお、騎手の責によらず騎乗できなかった場合は4点が与えられる。

## 施行日
| 回数   | 施行日        |
| ------ | ------------- |
| 第1回  | 1999年5月8日  |
| 第2回  | 2000年8月12日 |
| 第3回  | 2001年8月11日 |
| 第4回  | 2002年8月10日 |
| 第5回  | 2003年8月9日  |
| 第6回  | 2004年8月7日  |
| 第7回  | 2006年8月12日 |
| 第8回  | 2007年8月11日 |
| 第9回  | 2008年8月9日  |
| 第10回 | 2009年8月8日  |
| 第11回 | 2010年8月7日  |
| 第12回 | 2011年8月6日  |
| 第13回 | 2012年8月11日 |
| 第14回 | 2013年8月10日 |
| 第15回 | 2014年8月9日  |
| 第16回 | 2015年8月8日  |
| 第17回 | 2016年8月6日  |
| 第18回 | 2017年8月12日 |
| 第19回 | 2018年8月11日 |
| 第20回 | 2019年8月10日 |
| 第21回 | 2021年8月7日  |
| 第22回 | 2022年8月6日  |
| 第23回 | 2023年8月12日 |
| 第24回 | 2024年8月10日 |
| 第25回 | 2025年8月9日  |

## シルバーサドル賞受賞騎手
- 第1回大会は騎手対抗戦ではなかったため除く。

| 回数   | 受賞騎手                 |
| ------ | ------------------------ |
| 第2回  | マイケル・キネーン       |
| 第3回  | デイヴィッド・フローレス |
| 第4回  | リチャード・ヒューズ     |
| 第5回  | キーレン・ファロン       |
| 第6回  | ウェイチョン・マーウィン |
| 第7回  | ライアン・ムーア         |
| 第8回  | ヒュー・ボウマン         |
| 第9回  | ジェラルド・モッセ       |
| 第10回 | リチャード・ヒューズ     |
| 第11回 | フランシス・ベリー       |
| 第12回 | ポール・ハナガン         |
| 第13回 | マシュー・チャドウィック |
| 第14回 | ジェラルド・モッセ       |
| 第15回 | オリビエ・ペリエ         |
| 第16回 | サマンサ・ベル           |
| 第17回 | ティエリ・ジャルネ       |
| 第18回 | フランシス・ベリー       |
| 第19回 | ヘイリー・ターナー       |
| 第20回 | ヘイリー・ターナー       |
| 第21回 | ニコラ・カリー           |
| 第22回 | ニール・カラン           |
| 第23回 | ホリー・ドイル           |
| 第24回 | ヘイリー・ターナー       |
| 第25回 | ヒュー・ボウマン         |

## 出場騎手
- チーム名の後の括弧書きは勝負服の色、太字はキャプテン、騎手名の後の（*）は女性騎手をそれぞれ表す。なお第1回大会は騎手対抗戦ではなかったため除く。

| 回数  | イギリス・アイルランド選抜 | 世界選抜                   |
| ----- | -------------------------- | -------------------------- |
| 第2回 | パット・エデリー           | 蛯名正義                   |
| 第2回 | マイケル・キネーン         | ダミアン・オリヴァー       |
| 第2回 | リチャード・クイン         | セイミー・ ジュマット      |
| 第2回 | ケヴィン・ダーレイ         | フランキー・デットーリ     |
| 第2回 | ミルコ・デムーロ           | グレッグ・ホール           |
| 第2回 | ジョニー・ムルタ           | バジル・マーカス           |
| 第3回 | パット・エデリー           | クレイグ・ウィリアムズ     |
| 第3回 | マイケル・キネーン         | フランキー・デットーリ     |
| 第3回 | ケヴィン・ダーレイ         | ミルコ・デムーロ           |
| 第3回 | リチャード・ヒューズ       | デイヴィッド・フローレス   |
| 第3回 | キーレン・ファロン         | ジェラルド・モッセ         |
| 第3回 | ジョニー・ムルタ           | 横山典弘                   |
| 第4回 | パット・エデリー           | クレイグ・ウィリアムズ     |
| 第4回 | マイケル・キネーン         | 後藤浩輝                   |
| 第4回 | ケヴィン・ダーレイ         | アンドレアス・スボリッチ   |
| 第4回 | リチャード・ヒューズ       | デイヴィッド・フローレス   |
| 第4回 | キーレン・ファロン         | ダグラス・ホワイト         |
| 第4回 | ジョニー・ムルタ           | ジェラルド・モッセ         |
| 第5回 | パット・エデリー           | アンドレアス・スボリッチ   |
| 第5回 | マイケル・キネーン         | シェーン・ダイ             |
| 第5回 | ケヴィン・ダーレイ         | 武豊                       |
| 第5回 | キーレン・ファロン         | フランキー・デットーリ     |
| 第5回 | ダリル・ホランド           | ダグラス・ホワイト         |
| 第5回 | ジョニー・ムルタ           | フレデリック・ヨハンソン   |
| 第6回 | マイケル・キネーン         | ダミアン・オリヴァー       |
| 第6回 | ジェイミー・スペンサー     | 武豊                       |
| 第6回 | ケヴィン・ダーレイ         | フランキー・デットーリ     |
| 第6回 | キーレン・ファロン         | ダリオ・バルジュー         |
| 第6回 | ダリル・ホランド           | ウェイチョン・マーウィング |
| 第6回 | ジョニー・ムルタ           | ジェラルド・モッセ         |
| 第7回 | ロバート・ウィンストン     | エマ＝ジェーン・ウィルソン |
| 第7回 | マイケル・キネーン         | フランキー・デットーリ     |
| 第7回 | セバスチャン・サンダース   | 福永祐一                   |
| 第7回 | ジェイミー・スペンサー     | グレン・ボス               |
| 第7回 | ヘイリー・ターナー         | ダグラス・ホワイト         |
| 第7回 | ライアン・ムーア           | ジェラルド・モッセ         |

| 回数   | イギリス選抜             | アイルランド選抜       | ヨーロッパ選抜             | 世界選抜               |
| ------ | ------------------------ | ---------------------- | -------------------------- | ---------------------- |
| 第8回  | ヘイリー・ターナー       | ジミー・フォーチュン   | アンドレアス・スボリッチ   | 武豊                   |
| 第8回  | ケヴィン・ダーレイ       | デクラン・マクドノー   | フランキー・デットーリ     | ダレン・ビードマン     |
| 第8回  | マーティン・ドワイヤー   | ケヴィン・マニング     | フレデリック・ヨハンソン   | ヒュー・ボウマン       |
| 第9回  | セバスチャン・サンダース | ジェイミー・スペンサー | ハリス・カラタシュ         | 武豊                   |
| 第9回  | ヘイリー・ターナー       | リチャード・ヒューズ   | ミルコ・デムーロ           | ラッセル・ベイズ       |
| 第9回  | ランフランコ・デットーリ | ケヴィン・マニング     | ジェラルド・モッセ         | ホルヘ・リカルド       |
| 第10回 | ヘイリー・ターナー       | リチャード・ヒューズ   | ジェラルド・モッセ         | 内田博幸               |
| 第10回 | ダリル・ホランド         | ニール・カラン         | アンドレアシュ・シュタルケ | アフメッド・アジュテビ |
| 第10回 | アラン・ムンロ           | シーマス・ヘファナン   | フレデリック・ヨハンソン   | マレシュ・ナレドゥ     |
| 第11回 | ヘイリー・ターナー       | リチャード・ヒューズ   | オリビエ・ペリエ           | アントン・マーカス     |
| 第11回 | ジム・クロウリー         | パット・スマレン       | クリストフ・スミヨン       | ルーク・ノレン         |
| 第11回 | アラン・ムンロ           | フランシス・ベリー     | ウンベルト・リスポリ       | 岩田康誠               |
| 第12回 | ポール・ハナガン         | リチャード・ヒューズ   | オリビエ・ペリエ           | 武豊                   |
| 第12回 | ヘイリー・ターナー       | フランシス・ベリー     | ミルコ・デムーロ           | ダグラス・ホワイト     |
| 第12回 | ジム・クロウリー         | コルム・オドノヒュー   | クリストフ・ルメール       | ヒュー・ボウマン       |

| 回数   | イギリス・アイルランド選抜（緑） | 女性騎手選抜（桃）         | ヨーロッパ選抜（青）         | 世界選抜（黄）           |
| ------ | -------------------------------- | -------------------------- | ---------------------------- | ------------------------ |
| 第13回 | キーレン・ファロン               | ヘイリー・ターナー         | アンドレアス・スボリッチ     | 武豊                     |
| 第13回 | ジョン・ムルタ                   | シャンタル・サザーランド   | フランキー・デットーリ       | マシュー・チャドウィック |
| 第13回 | ジェイムズ・ドイル               | エマ=ジェイン・ウィルソン  | クリスチャン・デムーロ       | アーロン・グライダー     |
| 第14回 | キーレン・ファロン               | ロージー・ナプラヴニク     | アンドレアシュ・シュタルケ   | 岩田康誠                 |
| 第14回 | ケヴィン・マニング               | キャシー・ギャノン         | ジェラルド・モッセ           | ジョアン・モレイラ       |
| 第14回 | ジェイムズ・ドイル               | リサ・オールプレス         | イオリッツ・メンディザバル   | ゲイリー・スティーヴンス |
| 第15回 | トム・クウィリー                 | エマ＝ジェイン・ウィルソン | フランキー・デットーリ       | 福永祐一                 |
| 第15回 | ジミー・フォーチュン             | ステファニー・ホーファー   | オリビエ・ペリエ             | スマンガ・クマロ         |
| 第15回 | リチャード・ヒューズ             | ヘイリー・ターナー         | アドリー・デフリーズ         | クレイグ・ウィリアムズ   |
| 第16回 | ジェイミー・スペンサー           | エマ＝ジェイン・ウィルソン | ヴァンサン・シュミノー       | 武豊                     |
| 第16回 | パット・スマレン                 | サマンサ・ベル             | オリビエ・ペリエ             | ケリン・マカヴォイ       |
| 第16回 | グレアム・リー                   | ヘイリー・ターナー         | アドリー・デフリーズ         | ブレイク・シン           |
| 第17回 | ジョー・ファニング               | エマ＝ジェイン・ウィルソン | ピエール=シャルル・ブドー    | 池添謙一                 |
| 第17回 | マーティン・ハーレー             | ジョセフィン・ゴードン     | ティエリ・ジャルネ           | シルヴェストレ・デソウザ |
| 第17回 | オイシン・マーフィー             | ヘイリー・ターナー         | フランキー・デットーリ       | ギャヴィン・レレナ       |
| 第18回 | ジェイミー・スペンサー           | エマ=ジェイン・ウィルソン  | アーノルダス・デフリース     | 戸崎圭太                 |
| 第18回 | フランシス・ベリー               | ホーリー・ドイル           | アレクサンダー・ピーチ       | ケリン・マカヴォイ       |
| 第18回 | ニール・カラン                   | ヘイリー・ターナー         | ウンベルト・リスポリ         | アンソニー・デルペシュ   |
| 第19回 | アダム・カービー                 | ジョセフィン・ゴードン     | アンドレアシュ・シュタルケ   | 武豊                     |
| 第19回 | フランシス・ベリー               | ホーリー・ドイル           | ペールアンデシュ・グラバーグ | コーリー・ブラウン       |
| 第19回 | パット・コスグレイヴ             | ヘイリー・ターナー         | ジェラルド・モッセ           | ジョアン・モレイラ       |
| 第20回 | タド・オシェア                   | ヘイリー・ターナー         | フィリップ・ミナリク         | 川田将雅                 |
| 第20回 | ダニエル・タドホープ             | ジェイミー・カー           | ジェラルド・モッセ           | ヴィンセント・ホー       |
| 第20回 | ジェイミー・スペンサー           | 藤田菜七子                 | アドリー・デフリース         | マーク・ザーラ           |

| 回数   | 女性騎手選抜（桃） | 世界選抜（黄）       | イギリス選抜（青） | アイルランド選抜（緑） |
| ------ | ------------------ | -------------------- | ------------------ | ---------------------- |
| 第21回 | ヘイリー・ターナー | ショーン・レヴィー   | アダム・カービー   | ジョー・ファニング     |
| 第21回 | ミカエル・ミシェル | ケヴィン・ストット   | シーレン・ファロン | デイヴィッド・イーガン |
| 第21回 | ニコラ・カリー     | アンドレア・アッゼニ | ジェイムズ・ドイル | タイグ・オシェア       |

| 回数   | 女性騎手選抜（桃）        | 世界選抜（黄）           | イギリス・アイルランド選抜（緑） | ヨーロッパ選抜（青）       |
| ------ | ------------------------- | ------------------------ | -------------------------------- | -------------------------- |
| 第22回 | ヘイリー・ターナー        | クリストフ・ルメール     | ジェイミー・スペンサー           | ランフランコ・デットーリ   |
| 第22回 | ジョアンナ・メイソン      | 横山武史                 | ニール・カラン                   | アントーニョ・フレス       |
| 第22回 | ニコラ・カリー            | ケリン・マカヴォイ       | ダニエル・タドホープ             | レネ・ピーヒュレク         |
| 第22回 | エマ=ジェーン・ウィルソン | ジェイソン・コレット     | キアラン・シューマーク           | ホセ=ルイス・マルティネス  |
| 第23回 | ヘイリー・ターナー        | ジョアン・モレイラ       | ルーク・モリス                   | ランフランコ・デットーリ   |
| 第23回 | ホリー・ドイル            | マシュー・チャドウィック | トム・マーカンド                 | トーレ・ハマーハンセン     |
| 第23回 | サフィー・オズボーン      | 横山和生                 | デクラン・マクドノー             | オリビエ・ペリエ           |
| 第24回 | ヘイリー・ターナー        | レイチェル・キング       | タイグ・オシェア                 | バウルジャン・ムルザバエフ |
| 第24回 | サフィー・オズボーン      | レイチェル・ヴェ二カー   | ビリー・ロクナン                 | アルベルト・サナ           |
| 第24回 | マリー・ヴェロン          | 藤田菜七子               | シーミー・ヘファーナン           | ホセ＝ルイス・ボレゴ       |

| 回数   | イギリス・アイルランド選抜（緑） | ヨーロッパ選抜（青）            | アジア選抜（赤）   | 世界選抜（黄）              |
| ------ | -------------------------------- | ------------------------------- | ------------------ | --------------------------- |
| 第25回 | ホリー・ドイル（*）              | ペールアンデシュ・グローベリ    | スラジュ・ナレドゥ | カリス・ティータン          |
| 第25回 | ロビー・ドーラン                 | ダリオ・ディ・トッコ            | 坂井瑠星           | ヒュー・ボウマン            |
| 第25回 | ジョアンナ・メイソン（*）        | デルフィンヌ・サンティアゴ（*） | 岩田望来           | ケイティー・デイヴィス（*） |